# Stazione di Ōyamazaki
La stazione di Ōyamazaki (大山崎駅?, Ōyamazaki-eki) è una stazione ferroviaria delle Ferrovie Hankyū situata a Ōyamazaki, nella prefettura di Kyoto. Presso la stazione fermano solo i treni locali e semiespressi della linea Kyoto.

## Linee
Ferrovie Hankyū
■ Linea principale Hankyū Kyōto

## Struttura
La fermata è realizzata su viadotto, lungo il percorso del Tōkaidō Shinkansen, e dispone di due marciapiedi laterali con due binari passanti.
| Bin. ovest | ■ Linea Hankyū Kyōto | per Nagaoka-Tenjin, Katsura, Karasuma e Kyōto Kawaramachi               |  |
| Bin. est   | ■ Linea Hankyū Kyōto | per Takatsuki-shi, Jūsō, Umeda, Takarazuka, Tengachaya e Kōbe-Sannomiya |  |

## Stazioni adiacenti
| «                                 | Servizio            | »                  |
| Linea Hankyū Kyōto                | Linea Hankyū Kyōto  | Linea Hankyū Kyōto |
| --------------------------------- | ------------------- | ------------------ |
| Minase                            | Locale Semiespresso | Nishiyama-Tennōzan |
| Tutti gli altri treni non fermano |                     |                    |